# Списък на произведенията на Йохан Кристиан Бах
Списък на произведенията на немския композитор Йохан Кристиан Бах.

## Каталог

### Клавирни творби
- W A1 \ Клавирна соната оп. 5 No.1 в Си бемол мажор
- W A2 \ Клавирна соната оп. 5 No.2 в Ре мажор
- W A3 \ Клавирна соната оп. 5 No.3 в Сол мажор
- W A4 \ Клавирна соната оп. 5 No.4 в Ми бемол мажор
- W A5 \ Клавирна соната оп. 5 No.5 в Ми мажор
- W A6 \ Клавирна соната оп. 5 No.6 в До мажор
- W A7 \ Клавирна соната оп. 17 No.1 в Сол мажор
- W A8a \ Клавирна соната оп. 17 No.2 в До минор
- W A8b \ Клавирна соната в До минор
- W A9a \ Клавирна соната оп. 17 No.3 в Ми бемол мажор
- W A9b \ Клавирна соната в Ми бемол мажор
- W A10a \ Клавирна соната оп. 17 No.4 в Сол мажор
- W A10b \ Клавирна соната в Сол мажор „Нов урок“
- W A11 \ Клавирна соната оп. 17 No.5 в Ла мажор
- W A12 \ Клавирна соната оп. 17 No.6 в Си бемол мажор
- W A13 \ Клавирна соната в Ла минор
- W A14 \ Клавирна соната в Ла бемол мажор
- W A15 \ Токата за клавир в Си бемол мажор
- W A16 \ Клавирна соната в Си бемол мажор
- W A17 \ Клавирна соната (изгубена)
- W A18 \ Соната за клавир за 4 ръце оп. 15 No.6 в До мажор
- W A19 \ Соната за клавир за 4 ръце оп. 18 No.5 в Ла мажор
- W A20 \ Соната за клавир за 4 ръце оп. 18 No.6 във Фа мажор
- W A21 \ Соната за 2 клавира оп. 15 No.5 в Сол мажор
- W A22 \ Марш за клавир във Фа мажор
- W A23 \ Полонеза за клавир в Си бемол мажор
- W A24 \ Минует за клавир в До минор
- W A25 \ Минует за клавир в До мажор
- W A26 \ Полонеза за клавир в Ми бемол мажор
- W A27 \ Ария за клавир в Ла минор
- W A28 \ Минует за клавир в Ре минор
- W A29 \ Минует и Трио за клавир в Сол минор
- W A30 \ Минует и Трио за клавир в До мажор
- W A31 \ Минует за клавир в До мажор

### Камерна музика
- W B1 \ Пиеса за арфа (изгубена)
- W B2 \ Соната за клавир и цигулка оп. 10 No.1 в Си бемол мажор
- W B3 \ Соната за клавир и цигулка оп. 10 No.2 в До мажор
- W B4 \ Соната за клавир и цигулка оп. 10 No.3 в Сол мажор
- W B5 \ Соната за клавир и цигулка оп. 10 No.4 в Ла мажор
- W B6a \ Соната за клавир и цигулка оп. 10 No.5 във Фа мажор
- W B6b \ Соната за виола да гамба във Фа мажор
- W B7 \ Соната за клавир и цигулка оп. 10 No.6 в Ре мажор
- W B8 \ Соната за клавир и цигулка оп. 15 No.3 в Ре мажор
- W B9 \ Соната за клавир и цигулка оп. 15 No.4 в Си бемол мажор
- W B10 \ Соната за клавир и цигулка оп. 16 No.1 в Ре мажор
- W B11 \ Соната за клавир и цигулка оп. 16 No.2 в Сол мажор
- W B12 \ Соната за клавир и цигулка оп. 16 No.3 в До мажор
- W B13 \ Соната за клавир и цигулка оп. 16 No.4 в Ла мажор
- W B14 \ Соната за клавир и цигулка оп. 16 No.5 в Ре мажор
- W B15a \ Соната за клавир и цигулка оп. 16 No.6 във Фа мажор
- W B15b \ Соната за виола да гамба във Фа мажор
- W B16 \ Соната за клавир и цигулка оп. 18 No.1 в До мажор
- W B17 \ Соната за клавир и цигулка оп. 18 No.2 в Ре мажор
- W B18 \ Соната за клавир и цигулка оп. 18 No.3 в Ми бемол мажор
- W B19 \ Соната за клавир и цигулка оп. 18 No.4 в Сол мажор
- W B20 \ Соната за клавир и цигулка No.1 във Фа мажор
- W B21 \ Соната за клавир и цигулка No.2 в Ре мажор
- W B22 \ Соната за клавир и цигулка No.3 в Сол мажор
- W B23 \ Соната за клавир и цигулка No.4 в Ла мажор
- W B24 \ Соната за клавир и цигулка No.5 в Сол мажор
- W B25 \ Соната за клавир и цигулка No.6 в Ре мажор
- W B26 \ Соната за клавир и цигулка No.7 във Фа мажор
- W B27 \ Соната за клавир и цигулка в Ла мажор
- W B28 \ Трио Соната (изгубена)
- W B29 \ Трио Соната (изгубена)
- W B30 \ Трио Соната оп. 2 No.5 в Ре мажор
- W B31 \ Трио Соната оп. 2 No.2 в Ла мажор
- W B32 \ Трио Соната оп. 2 No.6 в До мажор
- W B33 \ Трио Соната оп. 2 No.4 в Сол мажор
- W B34 \ Трио Соната оп. 2 No.3 в Ми бемол мажор
- W B35 \ Трио Соната оп. 2 No.1 в Си бемол мажор
- W B36 \ Трио Соната оп. 8 No.3 в Ре мажор
- W B37 \ Трио Соната оп. 8 No.1 в Сол мажор
- W B38 \ Трио Соната оп. 8 No.2 в Ми бемол мажор
- W B39 \ Трио Соната оп. 8 No.5 в Си бемол мажор
- W B40 \ Трио Соната оп. 8 No.6 във Фа мажор
- W B41 \ Трио Соната оп. 8 No.4 в Ми мажор
- W B42 \ Трио за 2 цигулки и виолончело в Си бемол мажор
- W B43 \ Клавирно трио оп. 2 No.1 във Фа мажор
- W B44 \ Клавирно трио оп. 2 No.2 в Сол мажор
- W B45 \ Клавирно трио оп. 2 No.3 в Ре мажор
- W B46 \ Клавирно трио оп. 2 No.4 в До мажор
- W B47a \ Клавирно трио в Ла мажор (Milanese version)
- W B47b \ Клавирно трио оп. 2 No.5 в Ла мажор
- W B48 \ Клавирно трио оп. 2 No.6 в Ми бемол мажор
- W B49 \ Клавирно трио оп. 15 No.1 в До мажор
- W B50 \ Клавирно трио оп. 15 No.2 в Ла мажор
- W B51 \ Квартет оп. 8 No.1 в До мажор
- W B52 \ Квартет оп. 8 No.2 в Ре мажор
- W B53 \ Квартет оп. 8 No.3 в Ми бемол мажор
- W B54 \ Квартет оп. 8 No.4 във Фа мажор
- W B55 \ Квартет оп. 8 No.5 в Сол мажор
- W B56 \ Квартет оп. 8 No.6 в Си бемол мажор
- W B57 \ Квартет за флейта в Ре мажор
- W B58 \ Квартет за флейта в До мажор
- W B59 \ Квартет за флейта в Ла мажор
- W B60 \ Квартет в Си бемол мажор
- W B61 \ Квартет с 2 флейти оп. 19 No.1 в До мажор
- W B62 \ Квартет с 2 флейти оп. 19 No.2 в Ре мажор
- W B63 \ Квартет с 2 флейти оп. 19 No.3 в Сол мажор
- W B64 \ Квартет с 2 флейти оп. 19 No.4 в До мажор
- W B65 \ Квартет с 2 обой (изгубена)
- W B66 \ Клавирен квартет в Сол мажор
- W B67 \ Клавирен квартет (изгубена)
- W B68 \ Клавирен квартет (изгубена)
- W B69 \ Клавирен квартет (изгубена)
- W B70 \ Квинтет оп. 11 No.1 в До мажор
- W B71 \ Квинтет оп. 11 No.2 в Сол мажор
- W B72 \ Квинтет оп. 11 No.3 във Фа мажор
- W B73 \ Квинтет оп. 11 No.4 в Ми бемол мажор
- W B74 \ Квинтет оп. 11 No.5 в Ла мажор
- W B75 \ Квинтет оп. 11 No.6 в Ре мажор
- W B76 \ Клавирен квинтет оп. 22 No.1 в Ре мажор
- W B77 \ Клавирен квинтет оп. 22 No.2 във Фа мажор
- W B78 \ Секстет за духови, струнни и клавир в До мажор
- W B79 \ Военен квинтет No.1 в Ми бемол мажор
- W B80 \ Военен квинтет No.2 в Ми бемол мажор
- W B81 \ Военен квинтет No.3 в Си бемол мажор
- W B82 \ Военен квинтет No.4 в Ми бемол мажор
- W B83 \ Марш на полка "Prinz von Ernst" в Ми бемол мажор
- W B84 \ Марш на полка "Brauschweig" в Ми бемол мажор
- W B85 \ Марш на полка "Württemberg" в Ми бемол мажор
- W B86 \ Марш в Ми бемол мажор "zu Pferde"
- W B87 \ Марш в Ми бемол мажор "zu Fuß"
- W B88 \ Марш "vom ersten Bataillon Garde-Regiments в Hannover"
- W B89 \ Марш "vom zweiten Bataillon Garde-Regiments в Hannover"
- W B90 \ Марш в Ми бемол мажор
- W B91 \ Марш в Ми бемол мажор
- W B92 \ Марш в Ми бемол мажор
- W B93 \ Марш в Си бемол мажор
- W BInc1 \ Соната за guitar и цигулка в До мажор
- W BInc2 \ Трио за 2 флейти и виолончело в Сол мажор
- W BInc3 \ Трио за арфа, цигулка и виолончело в Си бемол мажор
- W BInc4 \ Клавирен квартет в Ла мажор
- W BInc5 \ струнни Квинтет в Си бемол мажор
- W BInc6 \ Дивертименто (изгубена)
- W BInc7 \ Симфония за духови No.1 в Ми бемол мажор
- W BInc8 \ Симфония за духови No.2 в Си бемол мажор
- W BInc9 \ Симфония за духови No.3 в Ми бемол мажор
- W BInc10 \ Симфония за духови No.4 в Си бемол мажор
- W BInc11 \ Симфония за духови No.5 в Ми бемол мажор
- W BInc12 \ Симфония за духови No.6 в Си бемол мажор

### Оркестрови творби
- W C1 \ Симфония оп. 3 No.1 в Ре мажор
- W C2 \ Симфония оп. 3 No.2 в До мажор
- W C3 \ Симфония оп. 3 No.3 в Ми бемол мажор
- W C4 \ Симфония оп. 3 No.4 в Си бемол мажор
- W C5 \ Симфония оп. 3 No.5 във Фа мажор
- W C6 \ Симфония оп. 3 No.6 в Сол мажор
- W C7a \ Симфония оп. 6 No.1 в Сол мажор
- W C7b \ Симфония в Сол мажор
- W C8 \ Симфония оп. 6 No.2 в Ре мажор
- W C9 \ Симфония оп. 6 No.3 в Ми бемол мажор
- W C10 \ Симфония оп. 6 No.4 в Си бемол мажор
- W C11 \ Симфония оп. 6 No.5 в Ми бемол мажор
- W C12 \ Симфония оп. 6 No.6 в Сол минор
- W C13 \ Симфония оп. 8 No.2 в Сол мажор
- W C14 \ Симфония оп. 8 No.3 в Ре мажор
- W C15 \ Симфония оп. 8 No.4 във Фа мажор
- W C16a \ Симфония в До мажор (Venier No.46)
- W C16b \ Симфония в До мажор
- W C17a \ Симфония в Си бемол мажор
- W C17b \ Симфония оп. 9 No.1 в Си бемол мажор
- W C18a \ Симфония в Ми бемол мажор
- W C18b \ Симфония оп. 9 No.2 в Ми бемол мажор
- W C19 \ Периодични симфонии в Ми бемол мажор
- W C20 \ Симфония оп. 12 No.1 (изгубена)
- W C21 \ Симфония оп. 12 No.2 (изгубена)
- W C22 \ Симфония оп. 12 No.3 (изгубена)
- W C23 \ Симфония оп. 12 No.4 (изгубена)
- W C24 \ Симфония оп. 12 No.5 (изгубена)
- W C25 \ Симфония оп. 12 No.6 (изгубена)
- W C26 \ Симфония оп. 18 No.1 в Ми бемол мажор
- W C27 \ Симфония оп. 18 No.4 в Ре мажор
- W C28 \ Симфония оп. 18 No.5 в Ми мажор
- W C29 \ Симфония в Ла 6 (изгубена)
- W C30 \ Увертюра в Ла 6 (изгубена)
- W C31 \ Симфония за double orchestra (изгубена)
- W C32 \ Кончертино за 2 цигулки и виолончело в Сол мажор
- W C33 \ Кончертино за 2 цигулки и обой в Ми бемол мажор
- W C34 \ Кончертино за цигулка и виолончело в Ла мажор
- W C35 \ Кончертино за 2 цигулки в Ре мажор
- W C36a \ Кончертино за 2 цигулки и виолончело в До мажор
- W C36b \ Кончертино за 2 цигулки и виолончело в До мажор
- W C37 \ Кончертино за флейта, обой и фагот в Ми бемол мажор
- W C38 \ Кончертино за обой и фагот във Фа мажор
- W C39 \ Кончертино за 2 флейти, 2 цигулки и виолончело в Ре мажор
- W C40 \ Кончертино за 2 обоя, 2 horns и струнни Квинтет в Ми бемол мажор
- W C41 \ Кончертино за флейта, 2 кларинета, 2 валтхорни и фагот в Ми бемол мажор
- W C42 \ Кончертино за 2 цигулки и виолончело в Ми бемол мажор
- W C43 \ Кончертино за флейта, обой, цигулка и виолончело в До мажор
- W C44 \ Кончертино за флейта, 2 цигулки и виолончело в Ми мажор
- W C45 \ Кончертино за обой и струнни Трио в Сол мажор (изгубена)
- W C46 \ Кончертино за цигулка и виолончело в Си бемол мажор
- W C47 \ Кончертино за обой, цигулка и 2 виолончели (изгубена)
- W C48 \ Кончертино за пиано, обой, цигулка и виолончело в Си бемол мажор
- W C49 \ Клавирен концерт оп. 1 No.1 в Си бемол мажор
- W C50 \ Клавирен концерт оп. 1 No.2 в Ла мажор
- W C51 \ Клавирен концерт оп. 1 No.3 във Фа мажор
- W C52 \ Клавирен концерт оп. 1 No.4 в Сол мажор
- W C53 \ Клавирен концерт оп. 1 No.5 в До мажор
- W C54 \ Клавирен концерт оп. 1 No.6 в Ре мажор
- W C55 \ Клавирен концерт оп. 7 No.1 в До мажор
- W C56 \ Клавирен концерт оп. 7 No.2 във Фа мажор
- W C57 \ Клавирен концерт оп. 7 No.3 в Ре мажор
- W C58 \ Клавирен концерт оп. 7 No.4 в Си бемол мажор
- W C59 \ Клавирен концерт оп. 7 No.5 в Ми бемол мажор
- W C60a \ Клавирен концерт оп. 7 No.6 в Сол мажор
- W C60b \ Клавирен концерт в Сол мажор
- W C61 \ Клавирен концерт оп. 14 в Ми бемол мажор
- W C62 \ Клавирен концерт оп. 13 No.1 в До мажор
- W C63 \ Клавирен концерт оп. 13 No.2 в Ре мажор
- W C64 \ Клавирен концерт оп. 13 No.3 във Фа мажор
- W C65 \ Клавирен концерт оп. 13 No.4 в Си бемол мажор
- W C66 \ Клавирен концерт оп. 13 No.5 в Сол мажор
- W C67 \ Клавирен концерт оп. 13 No.6 в Ми бемол мажор
- W C68 \ Концерт за клавесин No.1 в Си бемол мажор
- W C69 \ Концерт за клавесин No.2 във Фа минор
- W C70 \ Концерт за клавесин No.3 в Ре минор
- W C71 \ Концерт за клавесин No.4 в Ми мажор
- W C72 \ Концерт за клавесин No.5 в Сол мажор
- W C73 \ Концерт за клавесин No.6 във Фа минор
- W C74 \ Концерт "nach Tartinis Manier" (изгубена)
- W C75 \ Концерт за пиано в Ми бемол мажор
- W C76 \ Концерт за цигулка в До мажор
- W C77 \ виолончело Концерт (изгубена)
- W C78 \ Концерт за флейта в Сол мажор
- W C79 \ Концерт за флейта в Ре мажор
- W C80 \ Концерт за обой No.1 във Фа мажор
- W C81 \ Концерт за обой No.2 във Фа мажор
- W C82 \ Концерт за фагот в Ми бемол мажор
- W C83 \ Концерт за фагот в Си бемол мажор
- W C84 \ Минует за Рождения ден на Негово величество във Фа мажор
- W C85 \ Минует за Рождения ден на Негово величество в До мажор
- W CInc1 \ Симфония в Си бемол мажор
- W CInc2 \ Симфония в Ре мажор
- W CInc3 \ Симфония в Ми бемол мажор
- W CInc4 \ Симфония във Фа мажор
- W CInc5 \ Кончертино за флейта, 2 цигулки и виолончело в Сол мажор
- W CInc6 \ Концерт за клавесин в Ми мажор
- W CInc7 \ Концерт за цигулка (изгубена)
- W CInc8 \ Концерт за флейта в Ре мажор (изгубена)
- W CInc9 \ Един любим минует в Ми бемол мажор

### Оратории
- W D1 \ Gioas, re di Giuda
- W DInc1 \ Chorus for Piccinni's The Death of Abel (изгубена)
- W DInc2 \ Choruses за Pergolesi's Stabat Mater (изгубена)

### Литургични творби
- W E1 \ Kyrie в Ре мажор (изгубена)
- W E2 \ Kyrie в Ре мажор
- W E3 \ Gloria в Ре мажор
- W E4 \ Gloria в Сол мажор
- W E5 \ Credo в До мажор
- W E6 \ Invitatorium във Фа мажор
- W E7 \ Lectio del officio per gli morti I
- W E8 \ Lectio del officio per gli morti II
- W E9 \ Lectio del officio per gli morti III
- W E10 \ Miserere в Си бемол мажор
- W E11 \ Ingresso Ми Kyrie della Messa de Morti в До минор
- W E12 \ Dies Irae в До минор
- W E13 \ Domine ad adjuvium в Ре мажор
- W E14 \ Domine ad adjuvium в Сол мажор
- W E15 \ Dixit Dominus в Ре мажор
- W E16 \ Confitebor tibi Domine в Ми бемол мажор
- W E17 \ Beatus vir във Фа мажор
- W E18 \ Laudate pueri в Ми мажор
- W E19 \ Laudate pueri в Сол мажор
- W E20 \ Magnificat Ла 8 в До мажор (unfinished)
- W E21 \ Magnificat Ла 8 в До мажор
- W E22 \ Magnificat Ла 4 в До мажор
- W E23 \ Salve Regina в Ми бемол мажор
- W E24 \ Salve Regina във Фа мажор
- W E25 \ Tantum ergo във Фа мажор
- W E26 \ Tantum ergo в Сол мажор
- W E27 \ Te Deum Ла 8 в Ре мажор (incomplete)
- W E28 \ Te Deum Ла 4 в Ре мажор

### Сакрални творби
- W F1 \ Pater Noster Ла 8 (изгубена)
- W F2 \ Attendite mortales в Ла минор
- W F3 \ Larvae tremendae в Ре мажор
- W F4a \ Si nocte tenebrosa в Сол минор "for Raaf"
- W F4b \ Si nocte tenebrosa в Сол минор "for Pompili"
- W F5 \ Let the solemn органс blow в Ре мажор
- W FInc1 \ Motet Ла 2 (изгубена)
- W FInc2 \ Motet Ла 3 (изгубена)

### Опери и музика по различни поводи
- W G1 \ Artaserse
- W G2 \ Catone в Utica
- W G3 \ Alessiro nell'Indie
- W G4 \ Orione, ossia Diana vendicata
- W G5 \ Zanaïda
- W G6 \ Adriano в Siria
- W G7 \ Carattaco
- W G8 \ Temistocle
- W G9 \ Lucio Silla
- W G10 \ La clemenza di Scipione
- W G11 \ Cantata Ла tre voci
- W G12 \ Galatea (изгубена)
- W G13 \ Cantata (изгубена)
- W G14 \ Serenata (изгубена)
- W G15 \ Endimione
- W G16 \ La tempesta
- W G17 \ O Venere vezzosa
- W G18 \ Amor vincitore
- W G19 \ Cefalo Ми Procri
- W G20 \ Rinaldo ed Armida (изгубена)
- W G21 \ Demofoonte
- W G22 \ La Giulia
- W G23 \ Gli Uccelatori
- W G24 \ Il tutore Ми la pupilla
- W G25 \ Astarto, re di Tiro
- W G26 \ La cascina
- W G27 \ La calamita de' cuori
- W G28 \ L'Olimpiade
- W G29 \ Orfeo ed Euridice (London, 1770)
- W G30 \ Ария (изгубена)
- W G31 \ Ария (изгубена)
- W G32 \ Ария (изгубена)
- W G33 \ Ария cantabile (изгубена)
- W G34 \ Vo solcio un mar crudele в Ре мажор
- W G35 \ Sventurata в van mi lagno в Ми бемол мажор
- W G36a \ Perchè si ingrata, oh Dio! в Ми бемол мажор
- W G36b \ Ah che gli stessi numi...Cara ti lascio
- W G37 \ A si barbaro colpo...Morte, vieni
- W G38 \ Scena di Berenice (изгубена)
- W G39 \ Amadis de Gaule
- W G40 \ Omphale (изгубена)
- W G41 \ Happy Morn, auspicious rise
- W G42 \ The Fairy Favour (изгубена)
- W G43 \ The Maid of the Mill
- W G44 \ The Summer's Tale
- W G45 \ The Genius of Nonesense (изгубена)
- W GInc1 \ Cantata (изгубена)
- W GInc2 \ Emira
- W GInc3 \ Gli equivoci
- W GInc4 \ Qualor da un galantuomo в Си бемол мажор
- W GInc5 \ Coeurs sensibles в Си бемол мажор
- W GInc6 \ Ode on the arrival of Queen Charlotte
- W GInc7 \ Menalcas
- W GInc8 \ Pharnaces (изгубена)
- W GInc9 \ Amintas (изгубена)

### Арии и песни
- W H1 \ Mezendore
- W H2 \ Der Weise auf dem Lie
- W H3 \ So fliehst du mich (изгубена)
- W H4 \ Канцонета: Io lo so, che il bel sembiante
- W H5 \ Канцонета: Trova un sol, mia bella Clori
- W H6 \ Канцонета: Che ciascun per te sospiri
- W H7 \ Канцонета: Chi mai di questo core
- W H8 \ Канцонета: Ascoltami, o Clori
- W H9 \ Канцонета: Lascia ch'io possa, o Nice
- W H10 \ Канцонета: Parlami pur sincera
- W H11 \ Канцонета: Eccomi alfin disciolto
- W H12 \ Канцонета оп. 4 No.1: Già la notte s'avvicina
- W H13 \ Канцонета оп. 4 No.2: Ah rammenta, o bella Irene
- W H14 \ Канцонета оп. 4 No.3: Pur nel sonno almen talora
- W H15 \ Канцонета оп. 4 No.4: T'intendo si, mio cor
- W H16 \ Канцонета оп. 4 No.5: Che ciascun per te sospiri
- W H17 \ Канцонета оп. 4 No.6: Ascoltami, o Clori
- W H18 \ Канцонета оп. 6 No.1: Torna в quell'onda chiara
- W H19 \ Канцонета оп. 6 No.2: Io lo so, che il bel sembiante
- W H20 \ Канцонета оп. 6 No.3: Ми pur fra le tempeste
- W H21 \ Канцонета оп. 6 No.4: Trova un sol, mia bella Clori
- W H22 \ Канцонета оп. 6 No.5: Chi mai di questo core
- W H23 \ Канцонета оп. 6 No.6: Se infida tu mi chiami
- W H24 \ Vauxhall Песен: By my sighs you may discover
- W H25 \ Vauxhall Песен: Cruel Strephon, will you leave me
- W H26 \ Vauxhall Песен: Come Colin, pride of rural swains
- W H27 \ Vauxhall Песен: Ah, why shou'd love с tyrant
- W H28 \ Vauxhall Песен: в this shady blest retreat
- W H29 \ Vauxhall Песен: Smiling Venus, Goddess dear
- W H30 \ Vauxhall Песен: Tender Virgins, shun deceivers
- W H31 \ Vauxhall Песен: Lovely yet ungrateful swain
- W H32 \ Vauxhall Песен: When chilling winter hies away (изгубена)
- W H33 \ Vauxhall Песен: Midst silent shades и purling streams
- W H34 \ Vauxhall Песен: Ah seek to know what place detains
- W H35 \ Vauxhall Песен: Would you Ла female heart inspire
- W H36 \ Vauxhall Песен: Cease Ла while ye духови to blow
- W H37 \ Vauxhall Песен: See the kind indulgent gales
- W H38 \ Vauxhall Песен: Oh how blest is the condition
- W H39 \ Vauxhall Песен: Hither turn thy wi'ring eyes
- W H40 \ Vauxhall Finale: Ode to Pleasure (изгубена)
- W H41 \ Vauxhall Finale: Ode to Summer (изгубена)
- W H42 \ Vauxhall Finale: The Pastoral Invitation (изгубена)
- W H43 \ Neptune
- W HInc1 \ Песен(-ни) с неизвестен текст (изгубен)
- W HInc2 \ Канцонета: Se tu m'ami, se sospiri

### Разнообразни творби
- W I1 \ Полонеза за клавир в Ре минор
- W I2 \ Фугети за орган (изгубена)
- W I3 \ Каденци за концерт оп. 7 No.5 в Ми бемол мажор

### Аранжименти на чужди творби
- W LA1 \ Концерт за соло клавесин No.1 в До мажор
- W LA2 \ Концерт за соло клавесин No.2 в Ми бемол мажор
- W LA3 \ Концерт за соло клавесин No.3 в До мажор
- W LAInc1 \ Overture в Ре мажор
- W LG1 \ Orfeo ed Euridice (Naples, 1774)
- W LG2 \ Ebben si vada...Io ti lascio в Ла мажор
- W LG3 \ Mi scordo i torti...Dolci aurette в Ми бемол мажор
- W LG4 \ Sentimi non partir...Al mio bène в Ми бемол мажор
- W LG5 \ Infelice в van...Là nei regni в Ла мажор
- W LH1 \ The Braes of Ballenden
- W LH2 \ The Broom of Cowdenknows
- W LH3 \ I'll never leave thee
- W LH4 \ Lochaber
- W LH5 \ The yellow-hair'd Laddie (изгубена)
- W LHInc1 \ Not on beauty's transient pleasure

### Аранжименти на бащини композиции
- W XC 1 \ Симфония оп. 18 No.6 в Ре мажор

### Приписани му творби
- W YA28 \ Соната за клавир за 4 ръце в Ре мажор
- W YA29 \ Соната за клавир за 4 ръце в Сол мажор
- W YA30 \ Соната за клавир за 4 ръце в До мажор
- W YA50 \ Фуга по BACH за орган във Фа мажор
- W YB22 \ Соната за цигулка оп. 20 No.2 в Ре мажор
- W YB43 \ Трио за флейта or цигулка, цигулка и басо контино в Си бемол мажор
- W YB47 \ Трио за флейта, флейта or цигулка и виолончело в До мажор
- W YC90 \ Клавирен концерт в Ми бемол мажор
- W YC91 \ Клавирен концерт в Ла мажор
- W YLA3 \ Клавирна соната в Ре мажор